# Lange Schatten
Lange Schatten ist eine Kurzgeschichte von  Marie Luise Kaschnitz aus dem Jahre 1960. Sie handelt von einem pubertierenden Mädchen namens Rosie, das während eines Italienurlaubes mit seiner Familie die Erfahrung macht, dass es hilfreicher ist, die Ratschläge der Eltern zu befolgen, als diese leichtfertig zu ignorieren.

## Inhalt
Da Rosie gelangweilt und entnervt vom Urlaub mit ihren Eltern ist, beschließt sie, einmal alleine spazieren zu gehen. Sie sagt ihrem Vater, sie gehe Postkarten kaufen. Dieser belehrt sie, mit niemandem zu sprechen und sich zu beeilen. Auf ihrem Weg erscheint ihr alles groß und merkwürdig, und sie glaubt, alles gehöre nur ihr. 
Auf den Straßen ist kein Mensch zu sehen, nur ein kleiner Hund, dem sie ein Stück von ihrem Brötchen zuwirft. Ein Junge hinter einem Fenster schneidet Grimassen. Der Hund läuft ihr nach. Auch der einheimische Junge erscheint auf der Straße und will ihr unbedingt die Gegend zeigen. Hund und Junge begleiten sie. 
Nach kurzer Zeit schwindet ihre Euphorie. Was ihr zuvor noch so schön vorgekommen ist, hat nun seinen Glanz verloren, da ihr die Umgebung jetzt wie eine kitschige Ansichtskarte vorkommt. Rosie will, dass der Junge nach Hause geht, doch dieser möchte nicht und bittet sie stattdessen inständig, ihn zu umarmen und zu küssen. Davon ist das Mädchen ziemlich verschreckt und weicht ängstlich zurück. 
Sie versucht dem Jungen gut zuzureden, doch dieser macht keine Anstalten aufzuhören und zieht sich demonstrativ nackt vor ihr aus. Der nackte Junge kommt ihr nun vor wie ein wildes Tier, wie ein Wolf. Plötzlich vergisst sie ihre Angst, da ihr einfällt, wie ihr Vater ihr einmal erklärte, auf welche Weise man sich gegen Tiere wehren kann. Daher fixiert sie den jungen Italiener mit einem starren, tiefgehenden Blick, bis dieser sich beschämt abwendet und fortläuft.
Rosie tritt erleichtert den Rückweg an und bemerkt, dass die Sonne schon schräg steht und deshalb sowohl Rosie als auch der Junge lange Schatten werfen.

## Interpretationsansatz zu Lange Schatten
Die Kurzgeschichte Lange Schatten von Marie Luise Kaschnitz wird aus der Sicht der Protagonistin erzählt.

### Konflikte des Erwachsenwerdens
Die Sonne Italiens wirft Lange Schatten auf das Leben und Befinden des halbwüchsigen Mädchens, das sich unverstanden und abgestoßen fühlt. Sie verspürt eine in ihr aufsteigende Lust nach Freiheit und will von ihren Eltern loskommen, um ihre eigenen Wege zu gehen. 
Auf einem einsamen Spaziergang durch die heißen, leeren Straßen einer ungenannten Stadt überfällt sie ein rauschhaftes Gefühl des Freiseins, das jedoch gleich darauf wieder von dem Entsetzen und dem Fluchtversuch vor den triebhaften Annäherungen eines frühreifen Zwölfjährigen auf einem sonnenbeschienenen Berg überschattet wird. 
Die beiden Jugendlichen, die beide in der Pubertät sind, begegnen neuen und unvertrauten Gefühlen. Rosie verspürt eine Sehnsucht nach Freiheit und will sich von den Eltern lösen, hat aber auch Angst vor dem nackten Jungen, dessen Körper und Verlangen ihr noch unbekannt sind, und vor dessen Annäherungen. 
Der Junge wiederum erlebt Begehren und bittet Rosie inständig, sie doch küssen oder umarmen zu dürfen. Er erlebt aber auch eine Scham vor seinen eigenen triebhaften Annäherungen. So steht die Abwehr auf Seiten von Rosie, die sich vor dem nackten Jungen fürchtet, gegen das Begehren des Jungen, der Rosie unbedingt berühren will.
„Man begreift es nicht, man denkt nur, entsetzlich muss Rosies Blick gewesen sein, etwas von einer Urkraft muss in ihm gelegen haben, Urkraft der Abwehr, sowie in dem Flehen und Stammeln und in der letzten wilden Geste des Knaben die Urkraft des Begehrens lag.“

### Die Beziehung zu den Eltern
Obwohl sich Rosie innerlich gegen ihre Eltern auflehnt, befolgt sie letztlich den Rat des Vaters, um den aufdringlichen Jungen abzuwehren:
„Gegen Tiere kann man sich wehren, Rosies eigener schmalbrüstiger Vater hat das einmal getan, aber Rosie war noch klein damals, sie hat es vergessen, aber jetzt fällt es ihr wieder ein. Nein, Kind, keinen Stein, Hunden muss man nur ganz fest in die Augen sehen, so, lass ihn herankommen, ganz starr ins Auge, siehst du, er zittert, er drückt sich an den Boden, er läuft fort.“
Trotz Rosies anfänglichem Entschluss, von nun an ihre eigenen Wege gehen zu wollen, findet sie wieder zu den Eltern zurück, da sie merkt, dass der Ratschlag ihres Vaters doch sehr hilfreich war.

### Mythologische Symbolik
Die Autorin verwendet in ihrer Kurzgeschichte außerdem eine mythologische Allegorie, indem sie die Beziehung zwischen Rosie und dem Jungen mit den Nachstellungen von Pan bei der Nymphe vergleicht:
„Pan schleicht der Nymphe nach, aber Rosie sieht nur den Jungen, den Zwölfjährigen, da ist er weiß Gott schon wieder, sie ärgert sich sehr. Die Felsentreppe herunter kommt er lautlos auf staubgrauen Füßen …“
In Anspielung auf die griechische Mythologie zieht die Autorin eine Parallele zu Pan und einer Nymphe, um Rosie als eine Nymphe zu symbolisieren, welche sich in der ersten Phase ihres Lebens als Frau befindet. Sie ist eine „Jungfrau“, nicht mehr unbedingt ein Mädchen, aber auch noch keine Mutter. Der italienische Junge wird auf den Hirtengott Pan bezogen, dessen Werben die Nymphe ablehnte. 
„Dieser Nymphe folgte er wie ein Schatten, kroch ihr durch Gestrüpp und Dornen nach und konnte sich an ihr nicht satt sehen. Sooft sie ihn aber erblickte, wich sie entsetzt zurück und lief davon.“ (Die Sagen des Olymp, die Götter)
Der Junge stellt Rosie nach, wie Pan den Nymphen, doch sie verschmäht seine Liebe. Wie Syrinx, eine der Nymphen, die sich auf der Flucht vor Pan in ein Schilfrohr verwandelt, schützt sich Rosie, indem sie den nackten Jungen mit einem tiefgehenden Blick durchdringt, der wie eine Waffe wirkt.
Siehe auch: Pan (Mythologie), Nymphe

### Interpretation
- Asta-Maria Bachmann, in: Klassische deutsche Kurzgeschichten. Interpretationen, hrsg. von Werner Bellmann. Stuttgart: Reclam 2004, S. 232–239.